# أولي بانكس
أولي بانكس (بالإنجليزية: Ollie Banks)‏ (21 سبتمبر 1992 في المملكة المتحدة - ) هو لاعب كرة قدم بريطاني في مركز الوسط. لعب مع نادي تشيسترفيلد ونادي روذرهام يونايتد ونادي ستاليبريدج سيلتيك ونادي شيفيلد ونادي نورثامبتون تاون ونادي غاينسبورو ترينيتي ونادي اتحاد مانشستر وBuxton F.C. ‏ وNorth Ferriby United A.F.C. ‏ وScarborough Athletic F.C. ‏.